# チャンスメーカー
スポーツにおけるチャンスメーカーとは、流れを変え、得点のきっかけをつくる選手のこと。主にサッカー、野球、ソフトボール等の団体球技における選手の役割を示す戦術的呼称である。

## サッカーにおけるチャンスメーカー
ドリブルによる突破や、精度の高いラストパス、トリックプレーなどで、攻撃における局面を打開し、決定機を創出することを主な仕事とする選手を指す。プレイメーカーとは違い、中盤でのプレイの組み立てよりも、前線でボールを受けてのクリティカルな仕事を求められる。
ポジショニングはフィールドの中央部よりも比較的高い位置に取る場合が多い。ディフェンスのプレッシャーを逃れるためサイドに位置取りする選手もいる。
決定機に積極的に絡むことから、高い技術力やフィジカルを要求される。相手ディフェンダーに激しくチェックされることも多く、怪我をしやすいポジションでもある。

### チャンスメーカーと呼ばれる主なサッカー選手
- ロナウジーニョ
- ジネディーヌ・ジダン
- ウェイン・ルーニー
- リオネル・メッシ